# مسكان
مسكان هي جزيرة كويتية تقع في الجهة الشمالية الغربية من جزيرة فيلكا، والمسافة بينهما نحو 3 كم و 218 مترا، كما تبعد أقرب نقطة عن شاطئ الكويت حوالي خمسة عشر ميلا، وهي جزيرة رملية منخفضة يبلغ طولها 1.206 كيلومتر وعرضها 800 متر، وهي غير مأهوله بالسكان غير أن عائله كويتيه كانت تستفيد من هذه الجزيرة بصيد السمك ونصب ما يسمى بالحضرة لهذا الغرض وهي عائله بوراشد (إبراهيم الراشد، حمد الراشد)، كما كانو ينيرون الفنر أو المنارة لإرشاد السفن للكويت وحتى تتنبه السفن الكبيرة للصخور التي تحيط الجزيرة، وكان ذلك بتكيلف من أمير الكويت آن ذاك.

## تاريخ الجزيرة
تم العثور على على آثار قديمة من العصر الإسلامي المتأخر تدل على أن الجزيرة كانت مأهولة بالسكان. وأيضا يفيد المؤرخون بأن الجزيرة كانت مأهولة بعائلة بوراشد الكويتية وقبلها عائلة العواد. أفاد الدكتور حامد المطيري رئيس قسم المسح والتنقيب الأثري في المجلس الوطني للثقافة والفنون والآداب بأنه تم إجراء مسح كامل للجزيرة اكتشفت فيها آثار تعود للعصر الإسلامي المتأخر. وتم اكتشاف آثار لأكواخ صغيرة ترجح بأنها كانت أكواخ لصيادين، وعثر على عملة فلس ومجموعة من الفخار المستورد من جنوب الخليج العربي وبعض الفخار المحلي.